# Tovarna avtomobilov Maribor
Tovarna avtomobilov Maribor (TAM, česky Továrna automobilů Maribor) byl jugoslávský, resp. slovinský výrobce vozidel.

## Historie
Počátky závodu se datují do roku 1941, kdy v místě, jež bylo součástí říšskoněmeckého záboru, rozhodli okupanti o dostavbě továrny leteckých dílů. Přípravy a stavební práce, na které byli nasazeni váleční zajatci z různých zemí, byly zahájeny již v červenci 1941. První tři tovární budovy byly dokončeny v dubnu 1942, příprava výroby byla zahájena již na konci roku 1941. V roce 1942 bylo v továrně zaměstnáno přes sedm tisíc pracovníků. V roce 1943 začaly být s ohledem na nebezpečí náletů budovány rozsáhlé podzemní bunkry. Na počátku roku 1944 byla továrna leteckým náletem značně poškozena.
S blížícím se koncem války se zhoršovala v továrně pracovní morálka, klesala produkce a snižoval se i objem výroby. V květnu 1945 požádal oblastní orgán národního osvobození Jugoslávie zaměstnance k návratu do továrny. Na výzvu se do továrny vrátila velká část bývalých pracovníků, propagandisticky posloužila i návštěva maršála Josipa Broze Tita v červnu 1945. Závod byl po druhé světové válce znárodněn. Na základě české licence (Praga RN) byla zahájena výroba nákladních automobilů Pionir, jichž bylo v následujících patnácti letech vyrobeno přes 17 tisíc.
Rozhodnutím jugoslávské svazové vlády z 31. prosince 1946 bylo rozhodnuto o přejmenování Továrny leteckých dílů na Tovarno avtomobilov Maribor Tezno. Rozhodnutí podepsali maršál Tito a Boris Kidrič. Dalším mezníkem bylo sjednání licence se západoněmeckou Klöckner-Humboldt-Deutz v lednu 1957. Vozidla vyráběná v rámci tohoto nového výrobního programu byla ze třiceti procent tvořena jugoslávskými díly. V roce 1961 byl závod přejmenován na Tovarno avtomobilov in motorjev Maribor. Společnost následně získala úvěr, z něhož financovala modernizaci závodu, díky čemuž byla zahájena výroba nové řady nákladních vozidel a autobusů. V sedmdesátých letech byla součástí TAM i divize výroby kolejových vozidel a teplovodních kotlů. Na konci sedmdesátých let byl TAM jeden z prvních 48 jugoslávských podniků, kde byl pokusně zaveden systém samosprávy.
Rozmach společnosti byl přerušen v osmdesátých letech, kdy se do jejího vývoje promítla jugoslávská hospodářská krize. Vývoj byl umocněn změnou společnost-politického zřízení a rostoucí nespokojeností zaměstnanců, jež způsobila, že na TAM i dceřiné společnosti byl v červnu 1996 prohlášen konkurs.
Za nástupce TAM byla považována společnost Tovarna Vozil Maribor (TVM), která však v roce 2011 taktéž skončila v konkurzu s dluhy ve výši přes 62 milionů €.

## Galerie vozidel TAM

### nákladní automobily

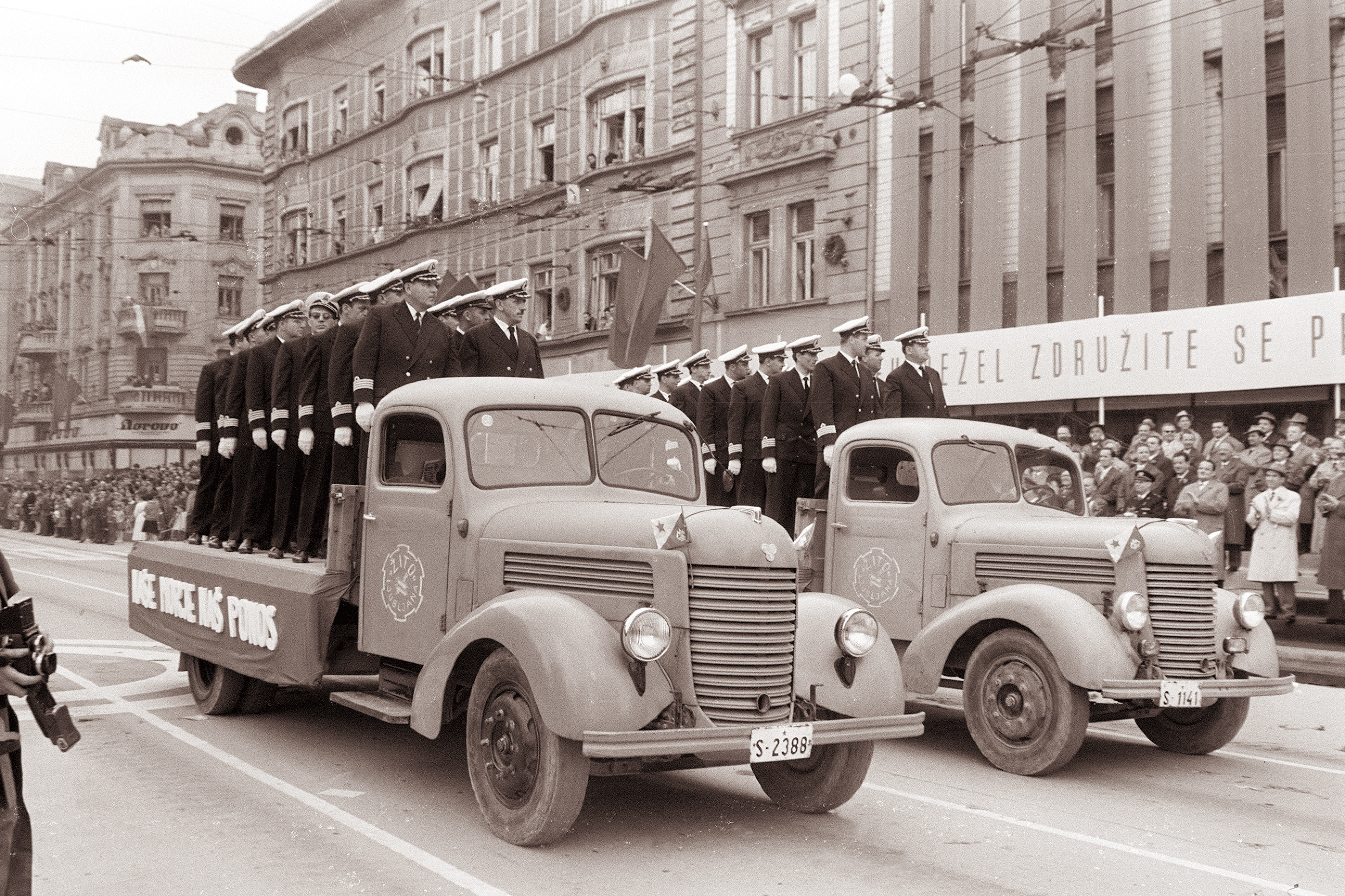
TAM Pionir, licenční Praga RN
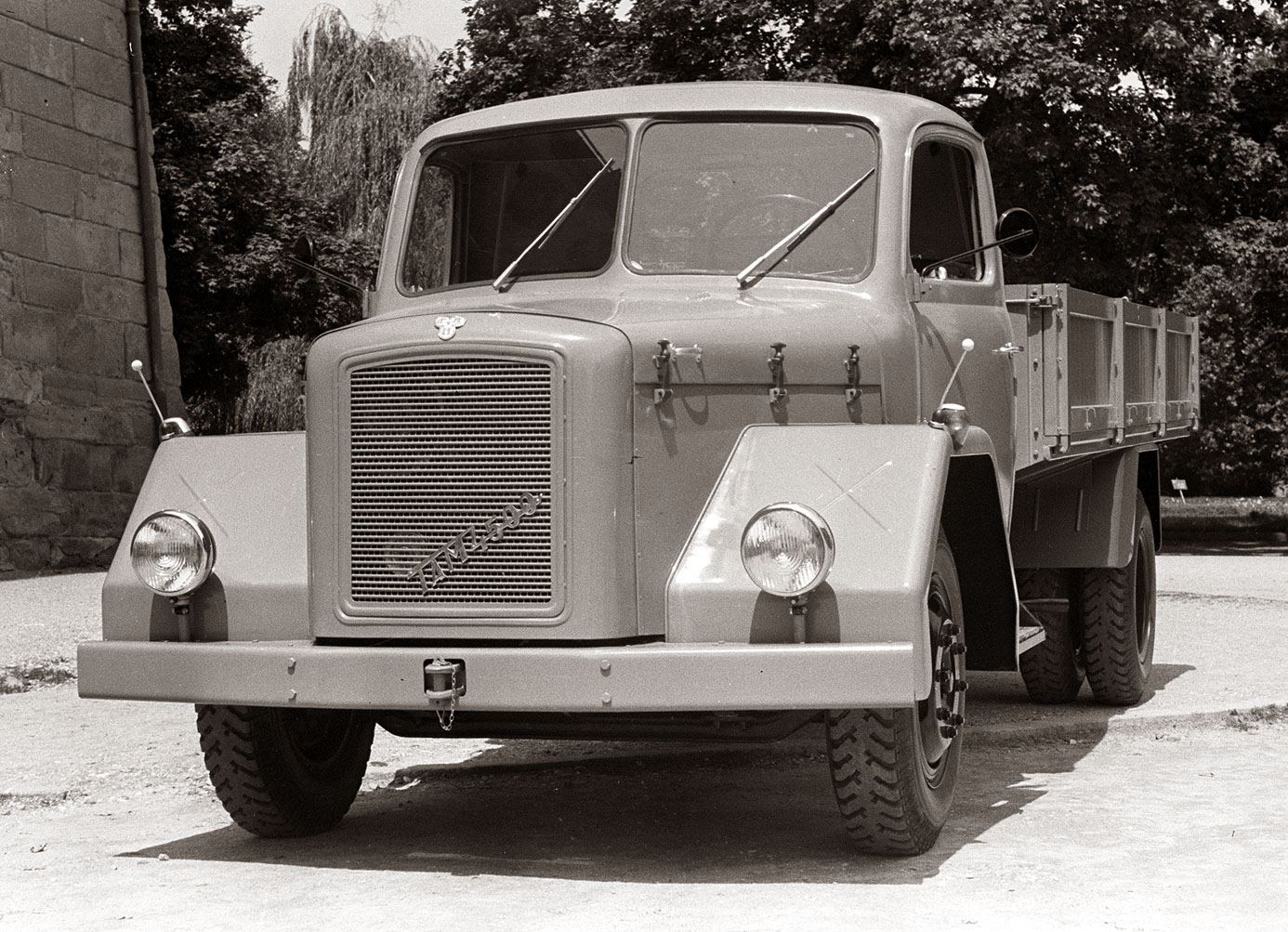
TAM 4500, podle vzoru Magirus-Deutz
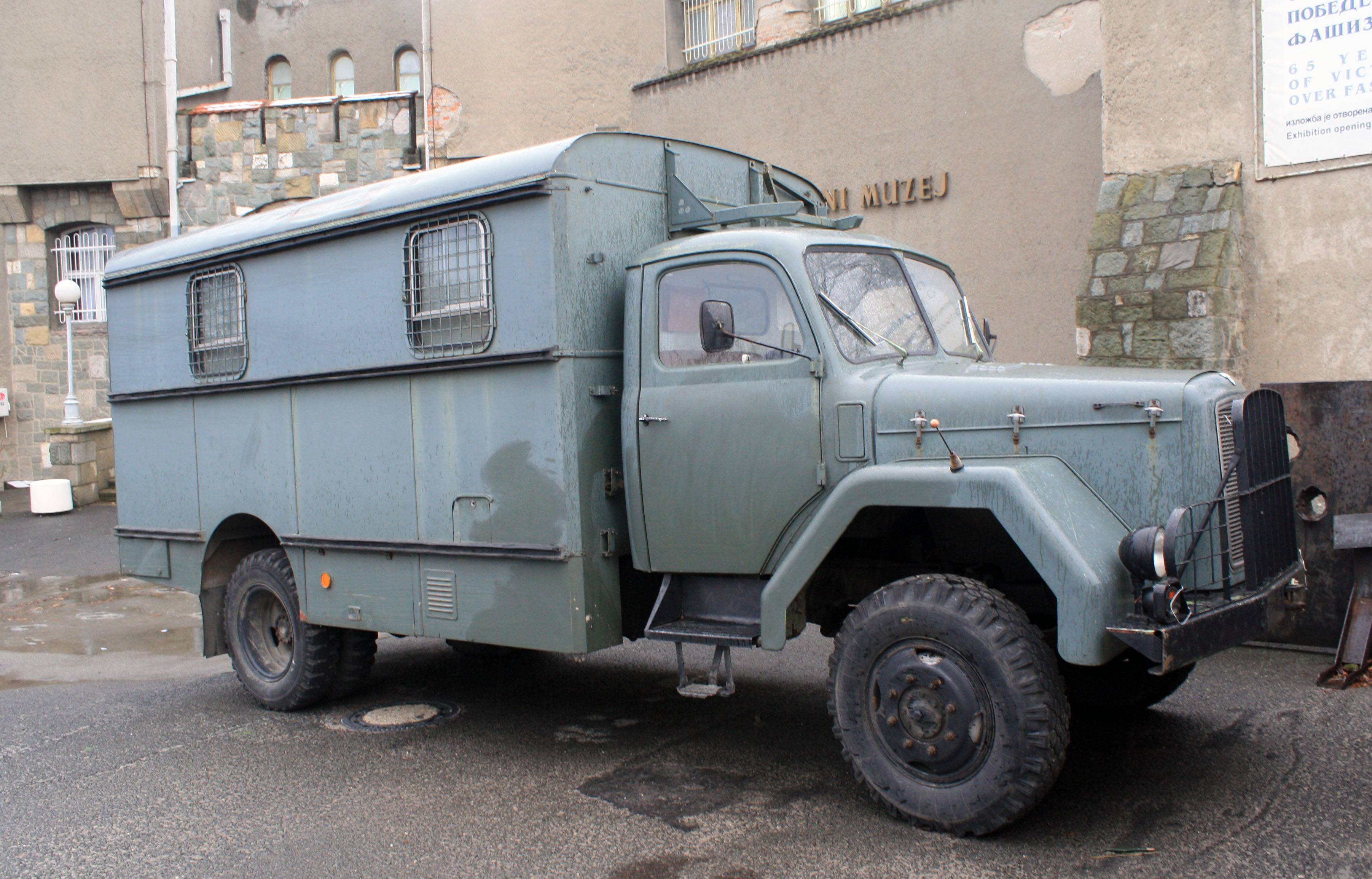
TAM 5500 s vojenskou nástavbou
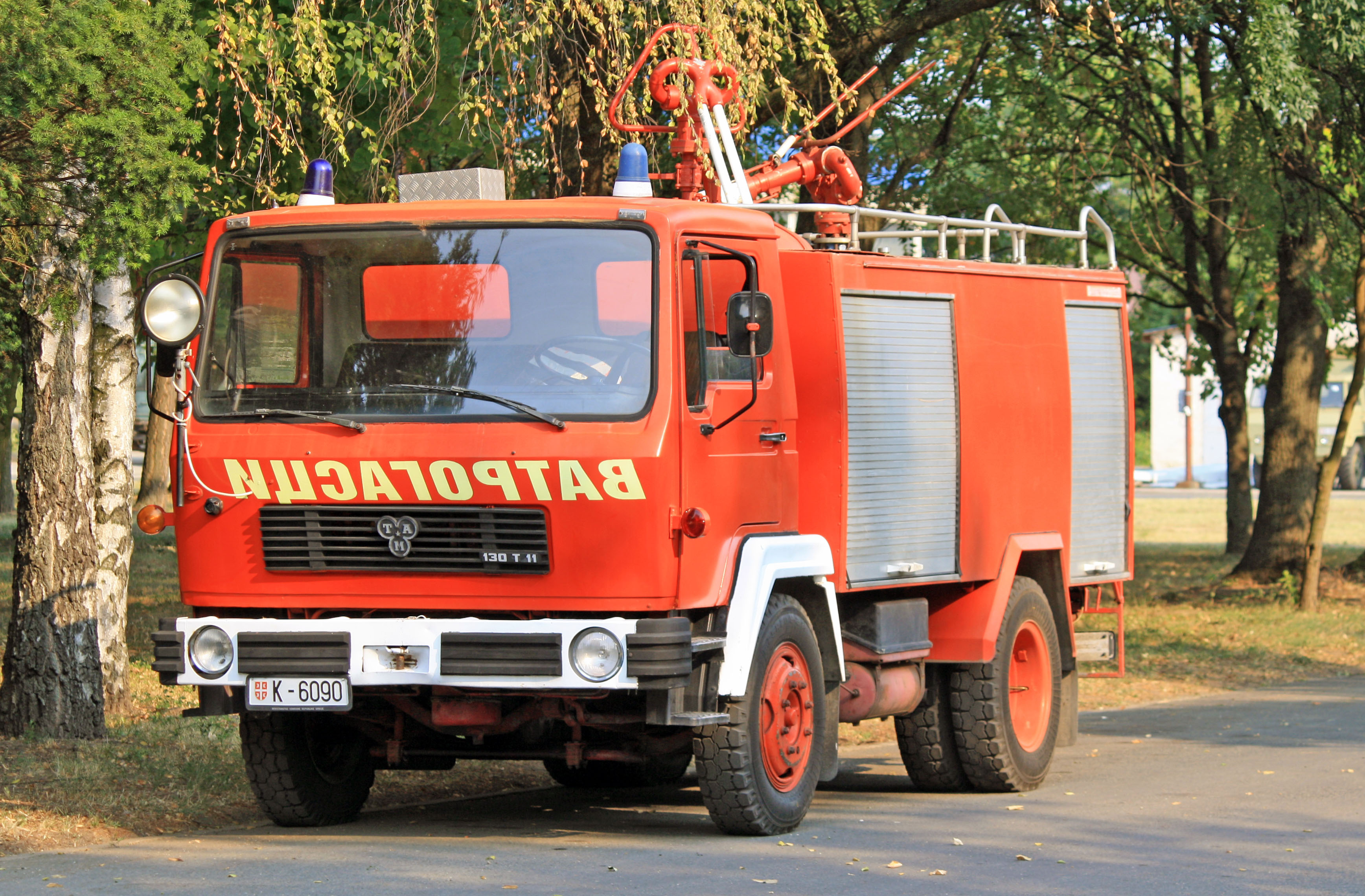
TAM 130 T 11 s hasičskou nástavbou
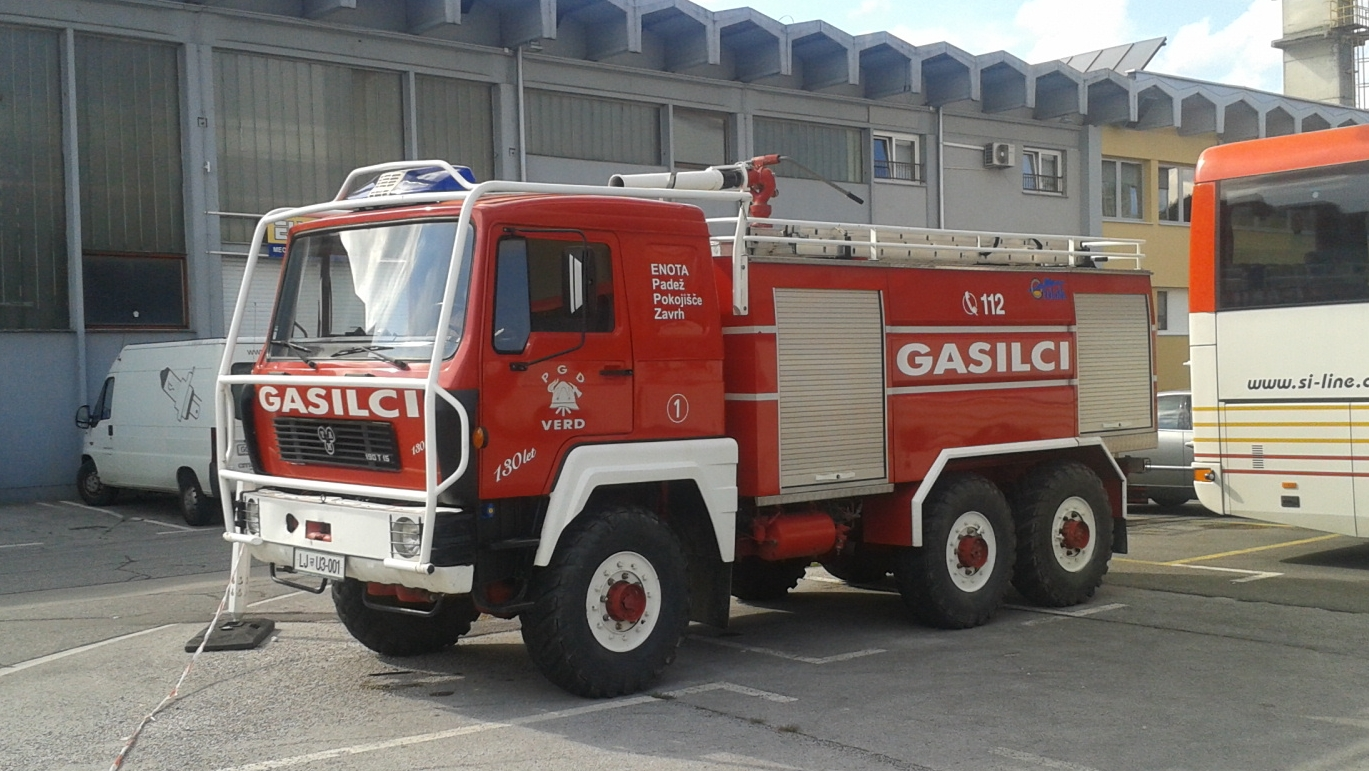
TAM 190 T 15 s hasičskou nástavbou

### autobusy

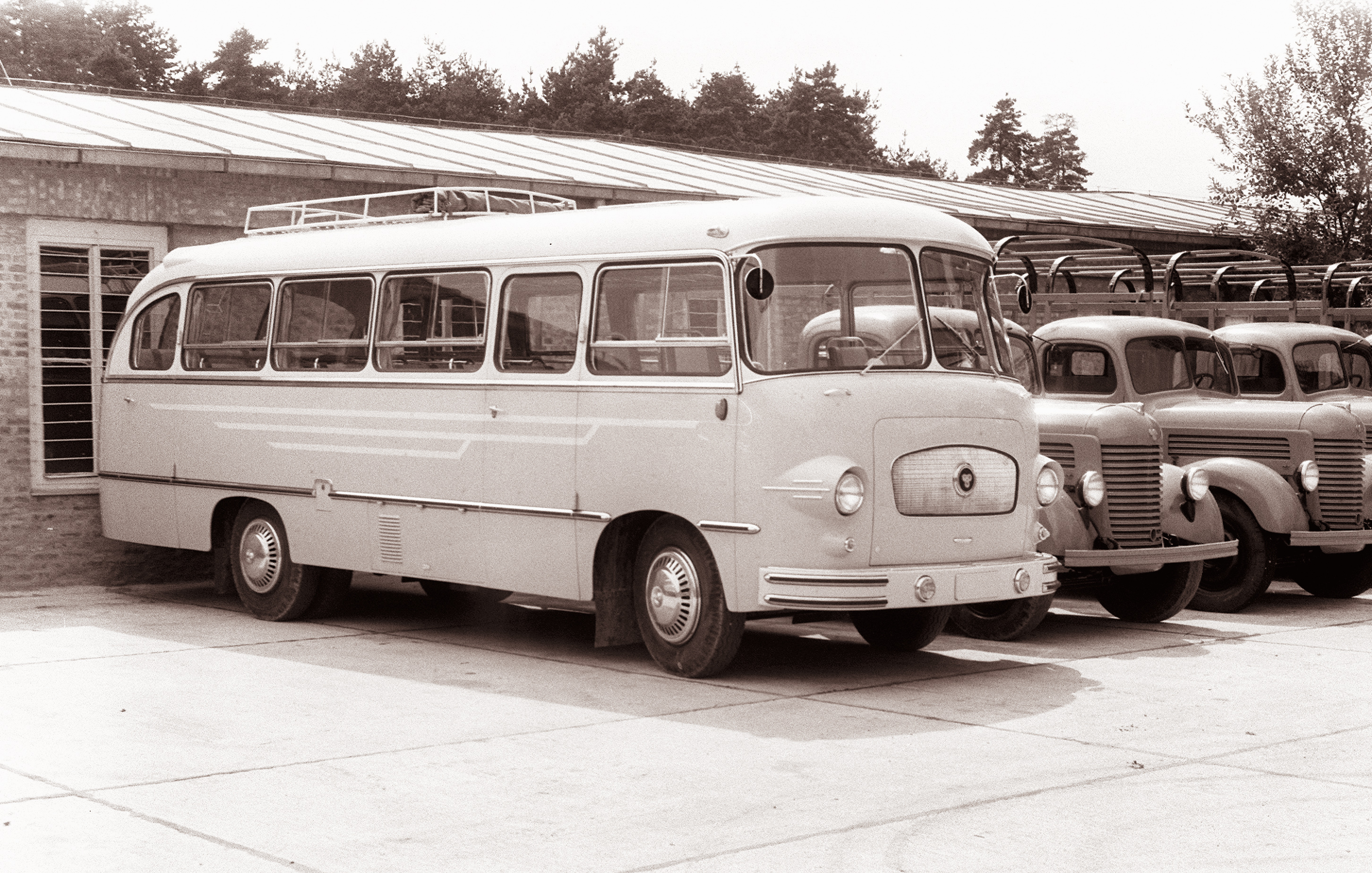
TAM A 3000
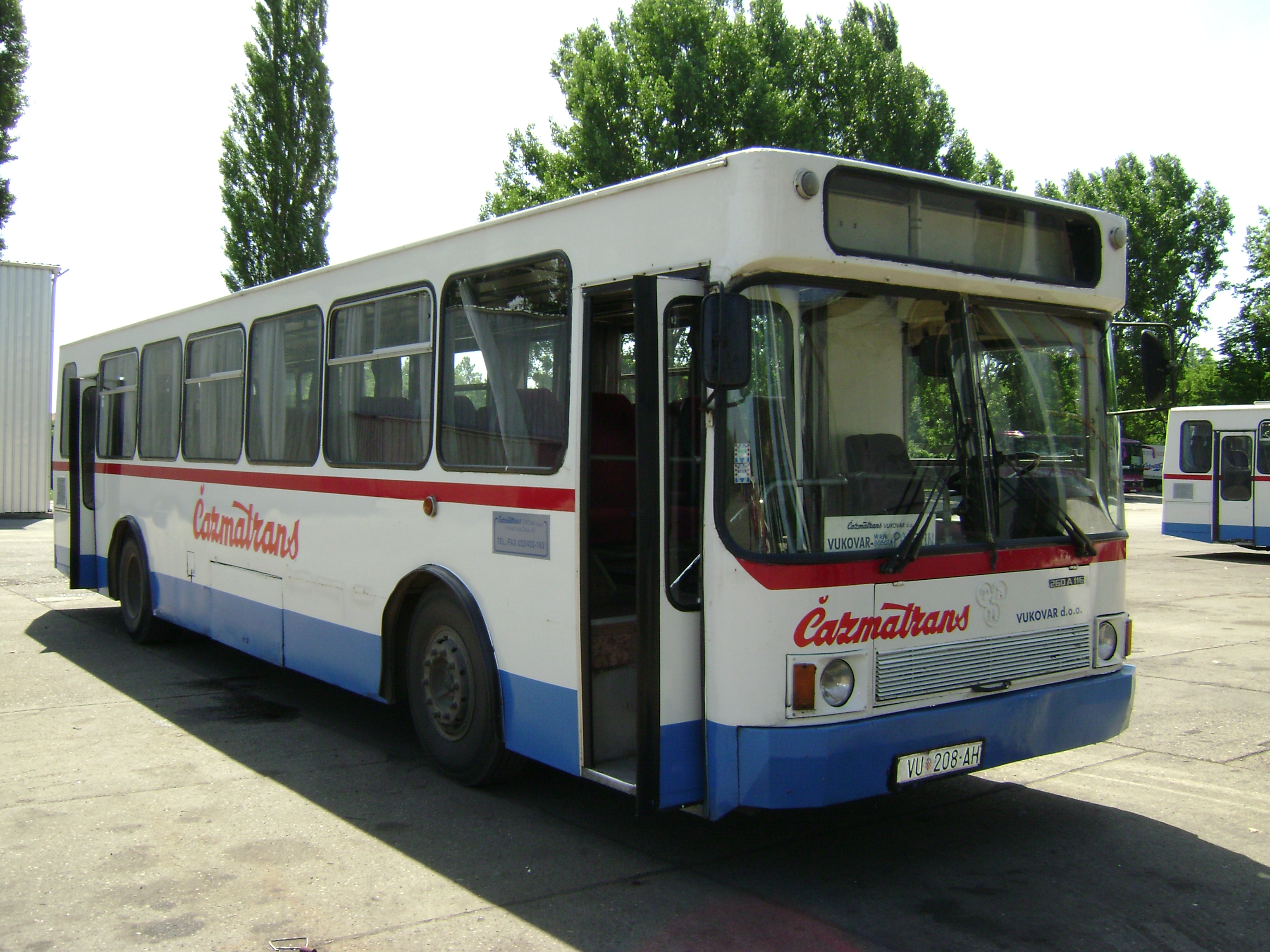
TAM 260 A 116 P
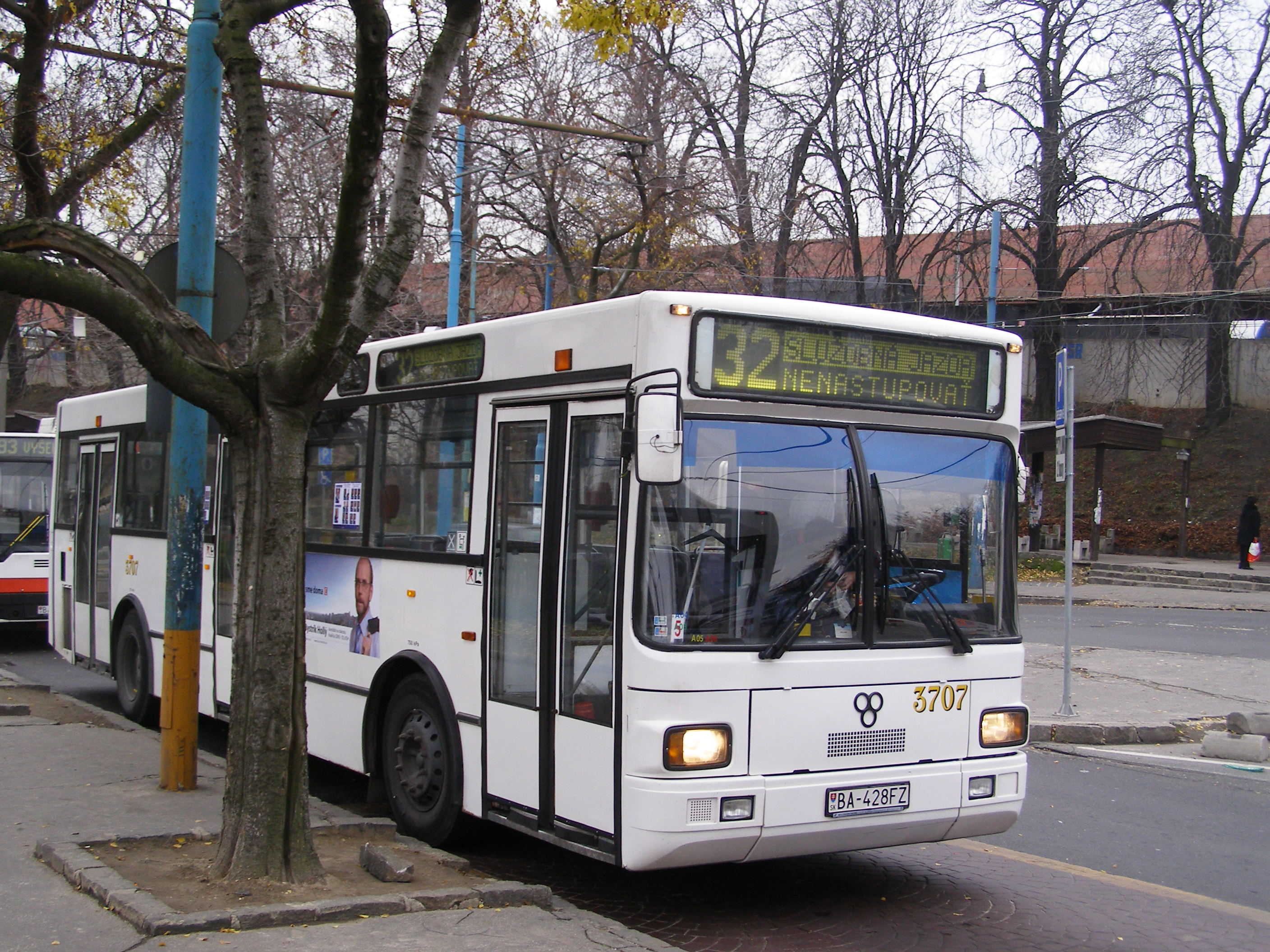
TAM 232 A 116 M
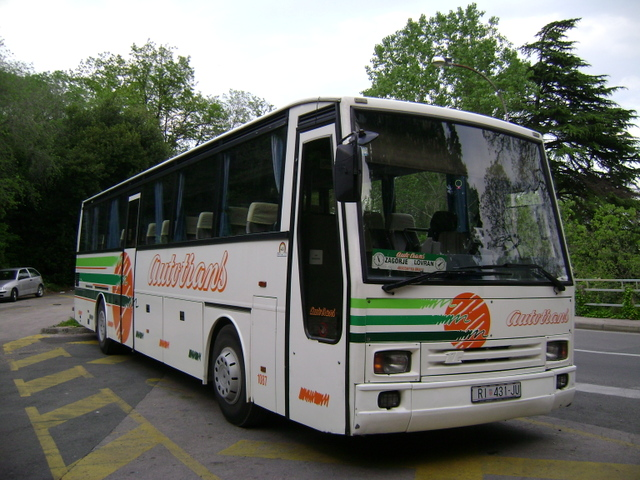
TAM 260 A 119

### vojenské speciály

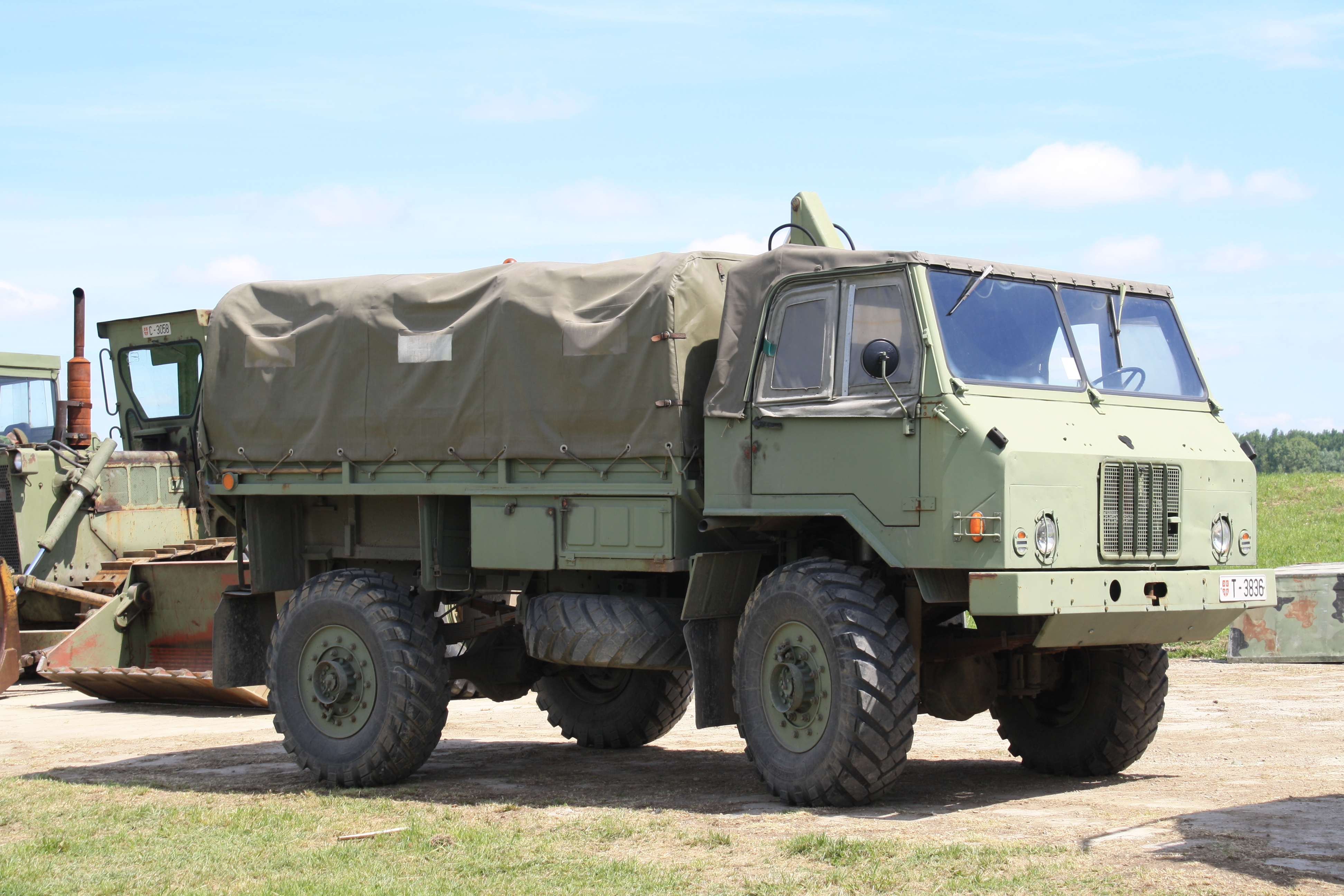
TAM 110
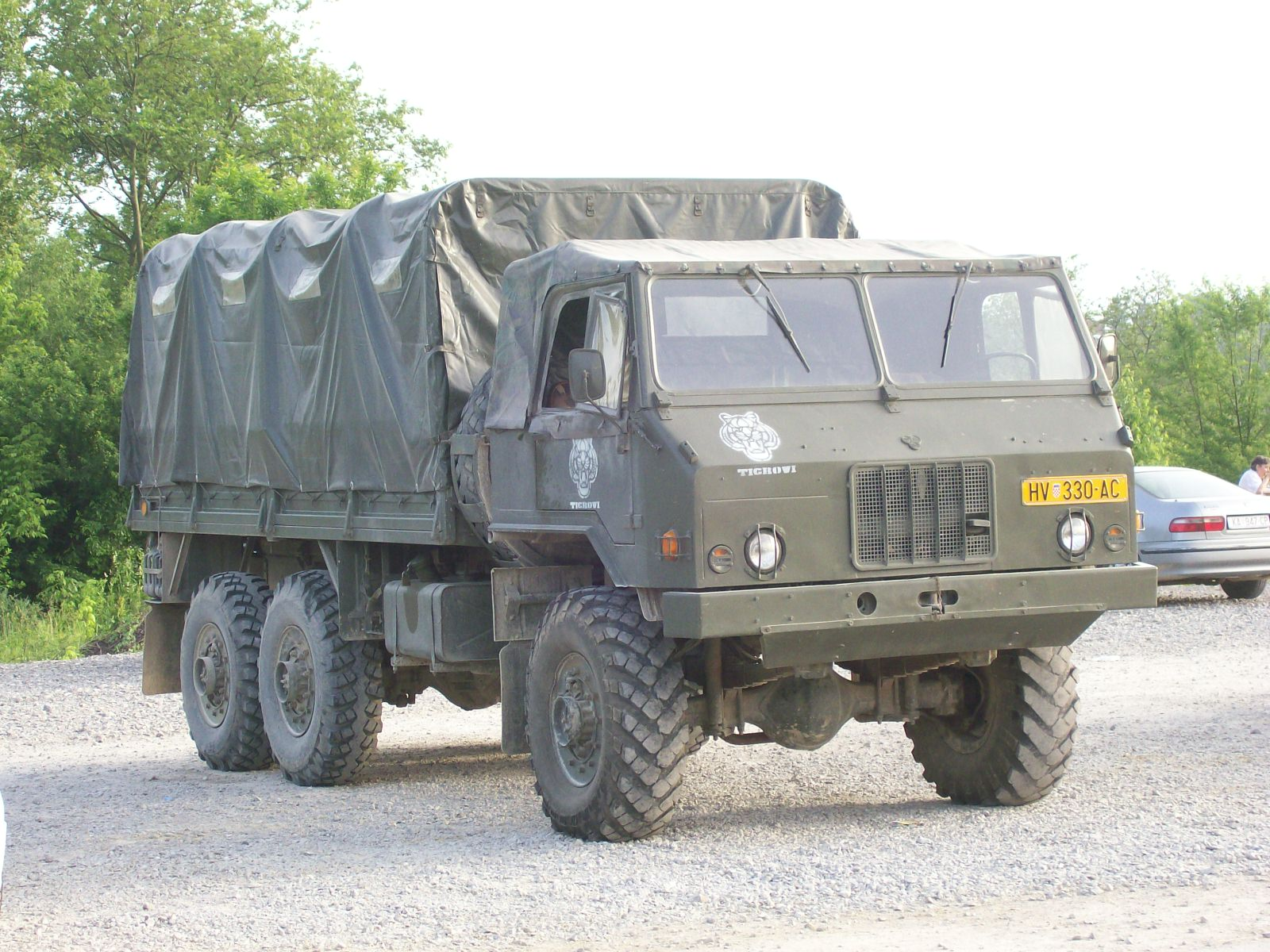
TAM 150
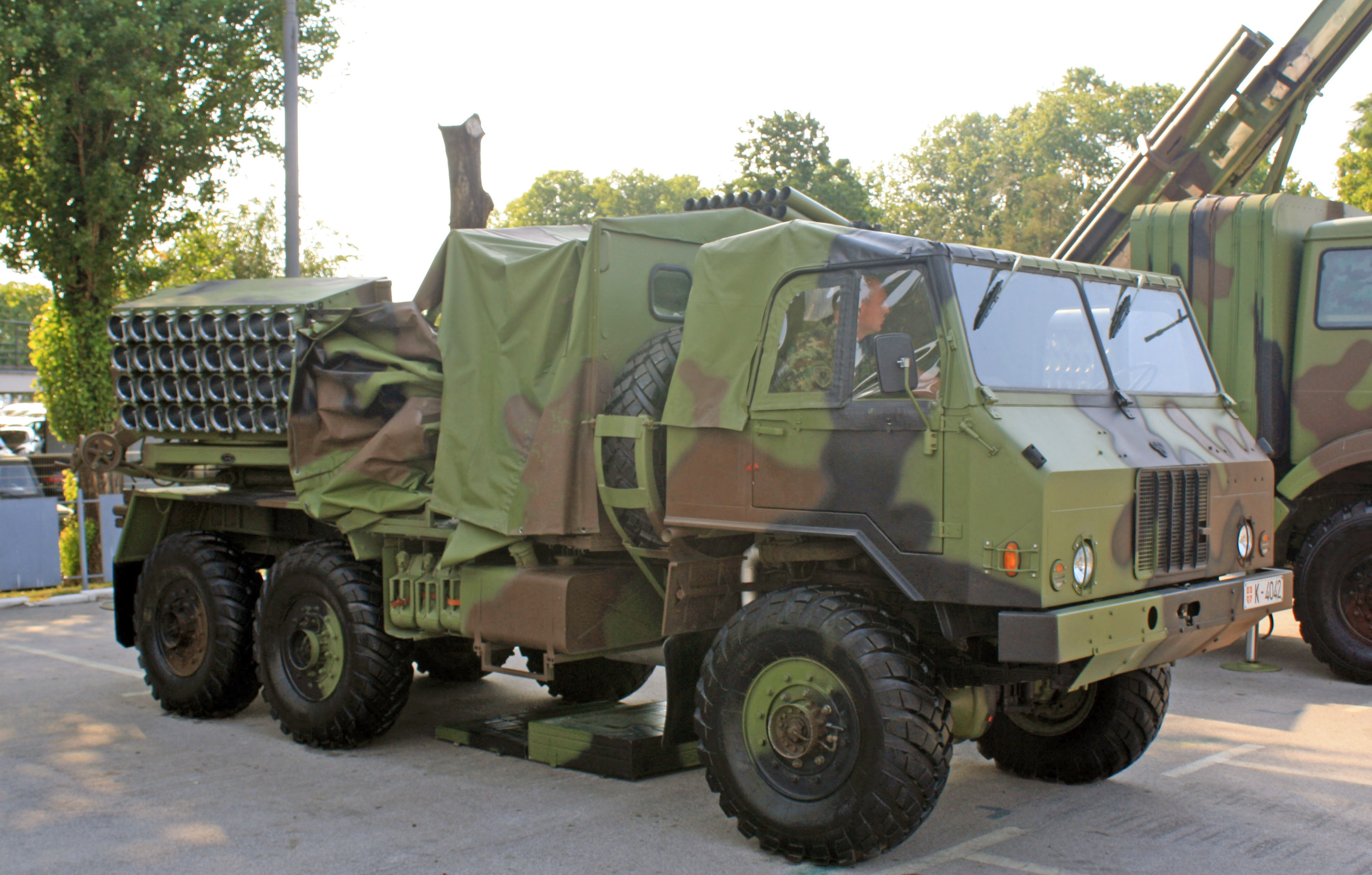
Raketomet M94 na podvozku TAM 150